# Gran Premio di Napoli
 Il Gran Premio di Napoli è stata una corsa automobilistica disputata tra il 1933 ed il 1962, nota in precedenza come Circuito di Napoli-Coppa Principessa di Piemonte, svolta sul Circuito di Posillipo. 
 

## Storia

### Coppa Principessa del Piemonte
In origine era chiamata "Coppa Principessa del Piemonte", in onore della moglie di Umberto di Savoia, Maria José, e si correva a Posillipo, quartiere della città partenopea. La pista utilizzata era il "Circuito Province Meridionali", un anello stradale di 761 km che attraversava l'Italia meridionale in senso antiorario da Napoli passando per Salerno e Potenza fino a Bari, rientrando poi nella città partenopea via Foggia, Campobasso, Benevento e Avellino.
Prima della seconda guerra mondiale, la Coppa si disputò nel 1933, 1934, 1937, 1938 e 1939.

### Gran Premio di Napoli

Una partenza del Gran Premio di Napoli

Nel 1948 ripresero le competizioni sul circuito cittadino di Posillipo (di 4,1 km), e gli fu cambiato il nome in “Gran Premio di Napoli”. Le prime vetture che presero parte partecipavano al campionato di Formula 2. Seguirono, dal 1954, competizioni di sport prototipi e vetture di Formula 1 (il Gran Premio non era però valido per il campionato mondiale di questa categoria). L'ultima edizione fu disputata nel 1962.
Dal 1998 è organizzata la rievocazione storica della gara. Successivamente il nome “Gran Premio di Napoli” è stato associato a corse ciclistiche.

## Albo d'oro

Schieramento di partenza del 1955

| Anno                          | Pilota               | Vettura            |
| Circuito di Napoli            | Circuito di Napoli   | Circuito di Napoli |
| ----------------------------- | -------------------- | ------------------ |
| 1920                          | Luigi Angelini       | SCAT               |
| Coppa Principessa di Piemonte |                      |                    |
| 1933                          | Franco Comotti       | Alfa Romeo 8C      |
| 1934                          | Tazio Nuvolari       | Maserati 6C 34     |
| 1937                          | Nino Farina          | Alfa Romeo 12C     |
| 1938                          | Aldo Marazza         | Maserati 4CS       |
| 1939                          | John Peter Wakefield | Maserati 6CM       |
| Gran Premio di Napoli         |                      |                    |
| 1948                          | Luigi Villoresi      | Osca MT4           |
| 1949                          | Roberto Vallone      | Ferrari 166C       |
| 1950                          | Franco Cortese       | Ferrari 166 F2     |
| 1951                          | Alberto Ascari       | Ferrari 166 F2     |
| 1952                          | Nino Farina          | Ferrari 500 F2     |
| 1953                          | Nino Farina          | Ferrari 500 F2     |
| 1954                          | Luigi Musso          | Maserati A6 GCS    |
| 1955                          | Alberto Ascari       | Lancia D50         |
| 1956                          | Robert Manzon        | Gordini T16        |
| 1957                          | Peter Collins        | Lancia D50         |
| 1958                          | Joakim Bonnier       | Maserati 200S      |
| 1959                          | Tony Settember       | WRE Maserati       |
| 1960                          | Mennato Boffa        | WRE Maserati       |
| 1961                          | Giancarlo Baghetti   | Ferrari 156 F1     |
| 1962                          | Willy Mairesse       | Dino 156 F2        |